# Torricella in Sabina
Torricella in Sabina é uma comuna italiana da região do Lácio, província de Rieti, com cerca de 1.212 habitantes. Estende-se por uma área de 25 km², tendo uma densidade populacional de 48 hab/km². Faz fronteira com Belmonte in Sabina, Casaprota, Monteleone Sabino, Montenero Sabino, Poggio Moiano, Poggio San Lorenzo, Rieti, Rocca Sinibalda.

## Demografia
| Variação demográfica do município entre 1861 e 2011                               |
|                                                                                   |
| Fonte: Istituto Nazionale di Statistica (ISTAT) - Elaboração gráfica da Wikipedia |